# Tréméven (Costes del Nord)
Tréméven (en bretó Tremeven-Goueloù) és un municipi francès, situat a la regió de Bretanya, al departament de Costes del Nord. L'any 2004 tenia 299 habitants.

## Demografia
| 1962                                       | 1968 | 1975 | 1982 | 1990 | 1999 |
| ------------------------------------------ | ---- | ---- | ---- | ---- | ---- |
| 280                                        | 311  | 290  | 247  | 286  | 277  |
| Des de 1962: població sense dobles comptes |      |      |      |      |      |

## Administració
| Període | Identitat       | Partit |
| ------- | --------------- | ------ |
| 2001-   | Chantal Delugin | PS     |

## Personatges il·lustres
- Alain Gérard, alcalde de Quimper per l'UMP 2001-2008.